# Republika Kitajska (Tajvan)
Republika Kitajska (Tajvan) je večinsko nepriznana politična entiteta, ki se nahaja na otoku Tajvan in je v ozemeljskem sporu s celinsko Kitajsko (Ljudsko republiko Kitajsko), ki Tajvan proglaša kot svojo provinco, ki je bila vse od leta 1949 naprej od celinske Kitajske ločena. Januarja 1979 se je vrhovni voditelj Kitajske Deng Xiaoping zavzel za sistem "ena država, dva sistema" (Yiguoliangzhi 一國兩制), v okviru katerega naj bi se Tajvan in Kitajska združila po mirni poti, Tajvan pa bi v okviru tega sistema obdržal kapitalistično gospodarsko in demokratično družbeno ureditev.
Tajvan leži v Pacifiškem oceanu in je od celinske Kitajske oddaljen okrog 160 kilometrov. Med celino in otokom se nahaja Tajvanska ožina. Tajvan ima tudi jurisdikcijo nad več otoki, tudi nad tremi otoki Matsu (Mazu 馬祖), Quemoy (Jinmendao 金門島) in Penghu (Penghu 澎湖), ki ležijo tik ob obali kitajske province Fujian (Fujian 福建). Tajvan jemlje pod svojo jurisdikcijo tudi skupino otokov Diaoyutai (Diaoyutai 釣魚台), ki se nahajajo v Vhodnokitajskem morju, ampak te otoke zahteva tudi Japonska pod imenom Senkaku. Problem pa so tudi otoki v Južnokitajskem morju, saj jih proglaša za svoje vsaj pet držav (med njimi tudi LRK in Tajvan).

## Geografija Tajvana

### Topografija
Skoraj 2/3 površja predstavljajo gore, ki so pokrite z gozdovi, preostanek pa nižja hribovja, kotline in obmorske ravnice. Najpomembnejša gorska veriga je Yushan (Yushan 玉山) katere najvišji vrh je Žadasta gora (Yushan 玉山), ki je najvišja v Severovzhodni Aziji s svojo višino 3952 metrov. Sicer pa ima Tajvan več kot 200 gora, ki so višje od 3000 metrov. 
Na Tajvanu je skupaj 9 nacionalnih parkov, od tega se en nacionalni park nahaja tudi okrog gore Yu, okrog gore Yangmingshan (Yangming Shan 陽明山) blizu Tajpeja pa se nahaja nacionalni park Yangming, ki je znan po vulkanskih kraterjih in jezerih.

#### Geologija
Stratum (plasti tal) so na zahodu Tajvana sestavljene iz sedimentnega morskega kamna, medtem ko je vzhod sestavljen iz metamorfnih kamnin. Gorska veriga na severu in priobalna gorska veriga na vzhodu pa sta sestavljeni iz magmatskih kamnin. Tajvan leži praktično na meji med Evrazijsko in Filipinsko tektonsko ploščo. Slednja tektonska plošča s svojim premikanjem povzroča redne potrese na Tajvanu in obenem dviguje obstoječa gorovja, ki se povprečno dvignejo za kar 0,5 centimetrov na leto.

### Podnebje
Tajvan ima več tipov podnebja, saj ima tudi zelo razgiban teren. Večina kopnega ima subtropsko podnebje, skrajni jug ima tropsko, hriboviti deli otoka pa zmerno podnebje. Poletja so vroča, dolga in vlažna. Trajajo od maja do septembra. Zime pa so mile in kratke, kljub temu pa lahko sneg zapade na gorah in višjih legah na severnih delih otoka. Zaradi svoje tropske lege na Tajvanu pogosto dežuje. Te padavine so obilne, nanje vplivajo sezonski vetrovi - monsuni. Pozimi piha jugovzhodnik, ki povzroči deževje na severnem delu otoka, pozimi je situacija obratna. 
Na Tajvanu ni tornadov, so pa pogosti tropski cikloni, ki so eni izmed najmočnejših na svetu.
Na temperature na otoku vpliva topel oceanski tok Kuroshio. Tok teče iz smeri Tajvana in Filipinov proti Japonski s povprečno hitrostjo 50 – 300 centimetrov na sekundo.

### Narava (flora in fauna)
Zaradi raznolikega reliefa in podnebja je Tajvan dom številnim raznolikim živalskim vrstam kamor spada kar 121 sesalcev, 702 vrst ptic in kar 2700 vrst rib. Enako je z rastlinami. Na Tajvanu je več kot 791 vrst praproti, več 5000 vrst kritosemenk in več kot 107 vrst golosemenk. Za zavarovanje narave so oblasti ustanovile 22 naravnih rezervatov, 6 gozdnih naravnih rezervatov in 21 zatočišč za divje živali. Verjetno najbolj znana žival je riba Formoški losos (Oncorhynchus masou formosanus), ki naj bi postal ukleščen v sladkih gorskih vodah po zadnji ledeni dobi, ko je gladina morja močno padla, losos pa ni mogel več migrirati med morjem in jezeri. Ta vrsta ribe je zaščitena v zgornjem toku rek Dajia (Dajia Xi 大甲溪) in Da'An (Da'an Xi 大安溪).

## Politika

### Mednarodno stanje
Republiko Kitajsko trenutno priznava 13 držav (2023):
1. Belize (1989)
2. Gvatemala (1960)
3. Haiti (1956)
4. Marshallovi otoki (1998)
5. Palav (1999)
6. Paragvaj (1957)
7. Sveti Krištof in Nevis (1983)
8. Sveti Vincencij in Grenadine (1981)
9. Sveta Lucija (1984–1997, 2007)
10. Vatikan (1942)
11. Esvatini (1968)
12. Tuvalu (1979)

Honduras je leta 2023 prekinil vezi s Tajvanom v korist Kitajske.